# ديمشلت
قرية ديمشلت هي إحدى القرى التابعة لمركز دكرنس في محافظة الدقهلية في جمهورية مصر العربية. حسب إحصاءات سنة 2006، بلغ إجمالي السكان في ديمشلت 15668 نسمة، منهم 8045 رجل و7623 امرأة. من أعلامها الشيخ محمد الزغبي.

## التاريخ
قرية ديمشلت من القرى القديمة، حيث وردت باسم «دمسجلت» في أعمال الدقهلية ضمن قرى الروك الصلاحي التي أحصاها ابن مماتي في كتاب قوانين الدواوين، كما وردت باسم «دمنجلت» في أعمال الدقهلية والمرتاحية ضمن قرى الروك الناصري التي أحصاها ابن الجيعان في كتاب «التحفة السنية بأسماء البلاد المصرية». وفي العصر العثماني وردت باسم «ديمجلت» في التربيع العثماني الذي أجراه الوالي العثماني سليمان باشا الخادم في عصر السلطان العثماني سليمان القانوني ضمن قرى ولاية الدقهلية، وفي تاريخ 1228هـ/1813م الذي عدّ قرى مصر بعد المسح الذي قام به محمد علي باشا باسم «ديمجلت» ضمن قرى مديرية الدقهلية، في سنة 1350هـ/1931م، تم تعديل الاسم رسميًا إلى ديمشلت.